# Saint-Caradec
Saint-Caradec (tiếng Breton: Sant-Karadeg, Gallo: Saent-Caradéc) là một xã của tỉnh Côtes-d’Armor, thuộc vùng Bretagne, tây bắc Pháp.

## Dân số
Người dân ở Saint-Caradec được gọi là Caradocéens.